# ملكة جمال الولايات المتحدة الأمريكية 2016
ملكة جمال الولايات المتحدة الأمريكية 2016 (بالإنجليزية: Miss USA 2016)‏ هي مسابقة ملكة جمال الولايات المتحدة الأمريكية الخامسة والستين في تاريخ مسابقة ملكة جمال الولايات المتحدة الأمريكية منذ انطلاقتها عام 1952، افيمت المسابقة في تي- موبايل أرينا في لاس فيغاس ، نيفادا في 5 يونيو 2016. قدم الحفل كل من تيرينس جي وجوليان هوف للمرة الأولى ، بينما خدمت آشلي غراهام كمضيف خلف الكواليس. تنافست كل الولايات الخمسين ومقاطعة كولومبيا.  في نهاية الحدث. توجت ديشونا باربر من مقاطعة كولومبيا ، من قبل أوليفيا جوردان من أوكلاهوما كانت هذه أول مسابقة ملكة جمال في الولايات المتحدة الأمريكية يتم بثها على شبكة فوكس. مثلت باربر الولايات المتحدة في مسابقة ملكة جمال الكون 2016 ، حيث احتلت المركز الأول

## النتائج

### المراكز النهائية
| النتائج النهائية                          | المتنافسة | المتنافسة |
| ----------------------------------------- | --- | --------- |

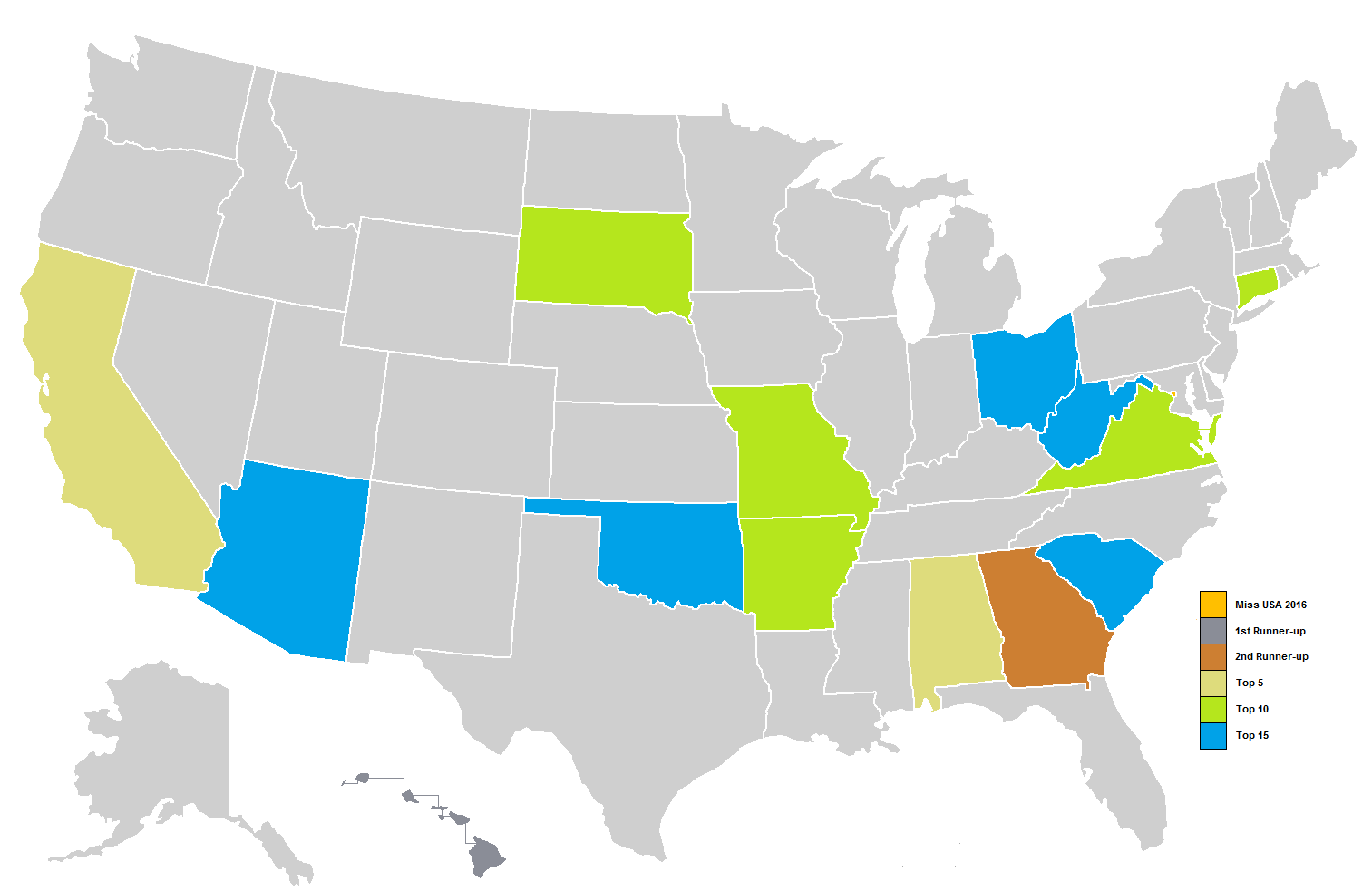
نتائج ملكة جمال الولايات المتحدة الأمريكية 2016.

| ملكة جمال الولايات المتحدة الأمريكية 2016 | - مقاطعة كولومبيا - ديشونا باربر |           |
| الوصيفة الأولى                            | - هاواي - تشيلسي هاردن |           |
| الوصيفة الثانية                           | - جورجيا - ايماني ديفيس |           |
| أفضل 5                                    | - ألاباما - بيتون براون - كاليفورنيا - نادية ميهيا §                                                                                      |           |
| أفضل 10                                   | - أركنساس - آبي فلويد - كونيتيكت - تيفاني تيكسيرا - ميزوري - سيدني ستوليمير - داكوتا الجنوبية - ماديسون ماكيون - فرجينيا - ديزي ويليامز   |           |
| أفضل 15                                   | - أريزونا - تشيلسي مايرز - أيوا - ميغان وايز - أوكلاهوما - تايلور غورتون - كارولاينا الجنوبية - ليا لوسون - فيرجينيا الغربية - نيكول غرين |           |

§ صوت عليها لدخول ضمن أفضل 15 متنافسة من قبل الجمهور باسم «اختيار الشعب».

### جوائز خاصة
| جائزة              | متنافسة                 |
| ------------------ | ----------------------- |
| ملكة جمال اللطافة  | - ألاباما - بيتون براون |
| ملكة جمال الجاذبية | - ويسكونسن - كيت ريديكر |

## المتسابقات
شهد هذا العام مشاركة 52 متسابقة تنافسوا على مسابقة ملكة جمال الولايات المتحدة الأمريكية 2016
| الولاية                                 | اسم المتسابقة       | العمر | الطول                   | بلد المنشأ     | المركز                                    | ملاحظات |
| --------------------------------------- | ------------------- | ----- | ----------------------- | -------------- | ----------------------------------------- | --- |
| ألاباما                                 | بيتون براون         | 22    | 5 قدم 9 بوصة (175 سـم)  | يوفولا         | أفضل 5                                    | سابقًا ملكة جمال مرهقات ألاباما في الولايات المتحدة الأمريكية 2012                                                            |
| ألاسكا                                  | أريان أوديت         | 21    | 5 قدم 8 بوصة (173 سـم)  | أنكوريج        |                                           | |
| أريزونا                                 | تشيلسي مايرز        | 20    | 5 قدم 9 بوصة (175 سـم)  | تمبي           | أفضل 15                                   | |
| أركنساس                                 | آبي فلويد           | 20    | 5 قدم 9 بوصة (175 سـم)  | سيرسي          | أفضل 10                                   | سابقًا ملكة جمال مراهقات أركنساس في الولايات المتحدة الأمريكية 2013                                                           |
| كاليفورنيا                              | نادية ميهيا         | 20    | 5 قدم 11 بوصة (180 سـم) | دياموند بار    | أفضل 5                                    | ابنة جيراردو ميخيا و كاثي ايخمان ملكة جمال فيرجينيا الغربية الولايات المتحدة الأمريكية 1989                                  |
| كولورادو                                | كالي راي بافيلارد   | 22    | 5 قدم 8 بوصة (173 سـم)  | كاسل باينز     |                                           | سابقًا ملكة جمال مراهقات كولورادو البارزة 2008 سابقًا ملكة جمال مراهقات كولورادو الولايات المتحدة الأمريكية 2011               |
| كونيتيكت                                | تيفاني تيكسيرا      | 25    | 5 قدم 7 بوصة (170 سـم)  | بريدجبورت      | أفضل 10                                   | سابقًا ملكة جمال مراهقات كونيكتيكت الولايات المتحدة الأمريكية 2009                                                            |
| ديلاوير                                 | الكسندرا فورونتسوفا | 21    | 5 قدم 7 بوصة (170 سـم)  | نيوارك         |                                           | |
| مقاطعة كولومبيا                         | ديشونا باربر        | 26    | 5 قدم 10 بوصة (178 سـم) | واشنطن العاصمة | ملكة جمال الولايات المتحدة الأمريكية 2016 | |
| فلوريدا                                 | بري غابرييل         | 25    | 5 قدم 9 بوصة (175 سـم)  | ويست بالم بيتش |                                           | |
| جورجيا                                  | ايماني ديفيس        | 22    | 5 قدم 9 بوصة (175 سـم)  | غريفين         | الوصيفة الثانية                           | لاحقًا احتلت المركز الوصيفة الثالثة في ملكة جمال العالم أمريكا 2017 لاحقًا ملكة جمال الأرض الولايات المتحدة الأمريكية 2019     |
| هاواي                                   | تشيلسي هاردن        | 24    | 5 قدم 11 بوصة (180 سـم) | هونولولو       | الوصيفة الأولى                            | |
| أيداهو                                  | سيدني هالبر         | 21    | 5 قدم 9 بوصة (175 سـم)  | موسكو          |                                           | |
| إلينوي                                  | زينة ملك            | 24    | 5 قدم 8 بوصة (173 سـم)  | كارول ستريم    |                                           | |
| إنديانا                                 | مورغان أبيل         | 26    | 5 قدم 7 بوصة (170 سـم)  | نورث فيرنون    |                                           | سابقًا ملكة جمال مراهقات إنديانا الولايات المتحدة الأمريكية 2008                                                              |
| أيوا                                    | أليسا موريسون       | 24    | 5 قدم 9 بوصة (175 سـم)  | دافنبورت       |                                           | |
| كانساس                                  | فيكتوريا ويغينز     | 26    | 5 قدم 9 بوصة (175 سـم)  | جنكشن سيتي     |                                           | |
| كنتاكي                                  | كايل هورنباك        | 20    | 5 قدم 8 بوصة (173 سـم)  | لويفيل         |                                           | |
| لويزيانا                                | مالالية بابليون     | 21    | 5 قدم 9 بوصة (175 سـم)  | ليك تشارلز     |                                           | |
| مين                                     | ماريسا بتلر         | 22    | 5 قدم 8 بوصة (173 سـم)  | Standish       |                                           | لاحقًا ملكة جمال العالم أمريكا 2018 لاحقًا ملكة جمال الأرض الولايات المتحدة 2021                                               |
| ميريلاند                                | كريستينا ديني       | 25    | 5 قدم 8 بوصة (173 سـم)  | بالتيمور       |                                           | سابقا ملكة جمال ماريلاند 2013                                                                                                |
| ماساتشوستس                              | ويتني شارب          | 21    | 5 قدم 5 بوصة (165 سـم)  | بورلينغتون     |                                           | |
| ميشيغان                                 | سوزي لايكا          | 26    | 5 قدم 10 بوصة (178 سـم) | ليفونيا        |                                           | |
| مينيسوتا                                | بريدجيت جاكوبس      | 20    | 5 قدم 11 بوصة (180 سـم) | مابل غروف      |                                           | |
| ميسيسيبي                                | هالي سورز           | 22    | 5 قدم 5 بوصة (165 سـم)  | ميريديان       |                                           | سابقًا ملكة جمال مراهقات ميسيسيبي الولايات المتحدة الأمريكية 2010                                                             |
| ميزوري                                  | سيدني ستوتلمير      | 22    | 5 قدم 8 بوصة (173 سـم)  | تشيسترفيلد     | أفضل 10                                   | سابقًا ملكة جمال مراهقات ميزوري المتميزة 2008 سابقًا ملكة جمال مراهقات ميزوري الولايات المتحدة الأمريكية 2011                  |
| مونتانا                                 | سيبان دوكسي         | 22    | 5 قدم 9 بوصة (175 سـم)  | فرينسيتاون     |                                           | سابقًا ملكة جمال مراهقات مونتانا الولايات المتحدة الأمريكية 2011                                                              |
| نبراسكا                                 | سارة هولينز         | 25    | 5 قدم 8 بوصة (173 سـم)  | أوماها         |                                           | سابقًا ملكة جمال مراهقات نبراسكا الولايات المتحدة الأمريكية 2009                                                              |
| نيفادا                                  | اميلينا ادامز       | 24    | 5 قدم 8 بوصة (173 سـم)  | Anthem         |                                           | |
| نيو هامبشاير                            | جيسيكا ستروم        | 25    | 5 قدم 6 بوصة (168 سـم)  | مانشستر        |                                           | |
| نيو جيرسي                               | جيسيلين بالومبو     | 24    | 5 قدم 9 بوصة (175 سـم)  | Wayne          |                                           | |
| نيو مكسيكو                              | نعومي جيرمان        | 22    | 5 قدم 8 بوصة (173 سـم)  | ألباكركي       |                                           | |
| نيويورك                                 | سيرينا بوكاج        | 22    | 5 قدم 9 بوصة (175 سـم)  | سوفرن          |                                           | |
| كارولاينا الشمالية                      | ديفين جانت          | 23    | 5 قدم 6 بوصة (168 سـم)  | شارلوت         |                                           | كانت المركز الثاني ، لكنه حصلت على اللقب بعد استقالة الفائزة آلي دون قبل بدء المسابقة بسبب المرض.                            |
| داكوتا الشمالية                         | هالي ماس            | 22    | 5 قدم 8 بوصة (173 سـم)  | غراند فوركس    |                                           | |
| أوهايو                                  | ميغان وايز          | 26    | 5 قدم 10 بوصة (178 سـم) | غاليبوليس      | أفضل 15                                   | |
| أوكلاهوما                               | تايلور جورتون       | 24    | 5 قدم 7 بوصة (170 سـم)  | غلينبول        | أفضل 15                                   | سابقًا ملكة جمال مراهقات أوكلاهوما الولايات المتحدة الأمريكية 2008                                                            |
| أوريغون                                 | ناتريانا شورتر      | 25    | 5 قدم 9 بوصة (175 سـم)  | يوجين          |                                           | |
| بنسيلفانيا                              | ايلينا لاكواترا     | 24    | 5 قدم 8 بوصة (173 سـم)  | بيتسبرغ        |                                           | سابقًا مراهقة ملكة جمال بنسيلفانيا المتميزة 2007 سابقًا ملكة جمال مراهقات بنسيلفانيا الولايات المتحدة الأمريكية 2010           |
| رود آيلاند                              | تيريزا اجونيا       | 24    | 5 قدم 7 بوصة (170 سـم)  | كمبرلاند       |                                           | |
| كارولاينا الجنوبية                      | ليا لوسون           | 22    | 5 قدم 6 بوصة (168 سـم)  | أندرسون        | أفضل 15                                   | تم اختباره في الموسم 14 من أمريكان أيدول ولكن تم استبعاده في أسبوع هوليوود                                                   |
| داكوتا الجنوبية                         | ماديسون ماكيون      | 21    | 5 قدم 8 بوصة (173 سـم)  | سو فولز        | أفضل 10                                   | سابقًا ملكة جمال داكوتا الجنوبية الولايات المتحدة الأمريكية 2014                                                              |
| تينيسي                                  | هوب ستيفنس          | 20    | 5 قدم 10 بوصة (178 سـم) | ليفينغستون     |                                           | |
| تكساس                                   | دانييلا رودريغيز    | 19    | 5 قدم 9 بوصة (175 سـم)  | لاريدو         |                                           | سابقًا ملكة جمال مراهقات تكساس الولايات المتحدة الأمريكية 2013                                                                |
| يوتا                                    | تيل موردوك          | 26    | 5 قدم 5 بوصة (165 سـم)  | سولت ليك       |                                           | |
| فيرمونت                                 | نيلي فورتشن         | 24    | 5 قدم 7 بوصة (170 سـم)  | برلينغتون      |                                           | |
| فرجينيا                                 | ديسي ويليامز        | 26    | 5 قدم 8 بوصة (173 سـم)  | نيوبورت نيوز   | أفضل 10                                   | سابقا ملكة جمال فيرجينيا 2013                                                                                                |
| واشنطن                                  | كيلسي شميدت         | 26    | 5 قدم 3 بوصة (160 سـم)  | بالفيو         |                                           | في الأصل المركز الثاني ، لكنه حصل على اللقب بعد استقال الفائز ستورمي كيفلر بسبب فشل الكشف عن القيادة تحت تأثير الكحول.       |
| فرجينيا الغربية                         | نيكول جرين          | 24    | 5 قدم 7 بوصة (170 سـم)  | تشارلستون      | أفضل 15                                   | |
| ويسكونسن                                | كيت ريديكر          | 19    | 5 قدم 10 بوصة (178 سـم) | شيبويغن        |                                           | سابقا ملكة جمال مراهقات ويسكونسن الولايات المتحدة الأمريكية 2013                                                             |
| وايومنغ                                 | أوتمن أولسون        | 22    | 5 قدم 8 بوصة (173 سـم)  | ساراتوغا       |                                           | سابقا ملكة جمال مراهقات وايومنغ الولايات المتحدة الأمريكية 2013                                                              |
| ملكة جمال 52 الولايات المتحدة الأمريكية | الكسندرا ميلر       | 26    | 5 قدم 8 بوصة (173 سـم)  | أوكلاهوما سيتي |                                           | سابقًا ملكة جمال أوكلاهوما الولايات المتحدة الأمريكية 2015 بعد تتويج أوليفيا جوردان ملكة جمال الولايات المتحدة الأمريكية 2015 |

1. ↑  الأعمار في وقت المسابقة

## روابط خارجية
- موقع ملكة جمال الولايات المتحدة الأمريكية الرسمي